# Pohár UEFA 1987/1988
Sezóna 1987/88 Poháru UEFA byla 30. ročníkem tohoto poháru. Vítězem se stal tým Bayer 04 Leverkusen.
Kvůli tragédii v PMEZ 1984/85, která vyústila v pětiletý zákaz účasti anglických týmů ve všech evropských pohárech, se tohoto ročníku nezúčastnil žádný anglický tým.

## První kolo
| Domácí v 1. zápase              | Celkem | Hosté v 1. zápase        | 1. zápas | 2. zápas |
| ------------------------------- | ------ | ------------------------ | -------- | -------- |
| Beşiktaş                        | 1-3    | FC Internazionale Milano | 0-0      | 1-3      |
| Bohemian FC                     | 0-1    | Aberdeen FC              | 0-0      | 0-1      |
| Borussia Monchengladbach        | 1-5    | Espanyol                 | 0-1      | 1-4      |
| Brondby IF                      | 2-1    | IFK Goteborg             | 2-1      | 0-0      |
| Budapešť Honvéd                 | 1-0    | KSC Lokeren              | 1-0      | 0-0      |
| Celtic FC                       | 2-3    | Borussia Dortmund        | 2-1      | 0-2      |
| Coleraine FC                    | 1-4    | Dundee United FC         | 0-1      | 1-3      |
| EPA Larnaka                     | 0-4    | Victoria București       | 0-1      | 0-3      |
| FC Barcelona                    | 2-1    | Belenenses               | 2-0      | 0-1      |
| Wismut Aue                      | (v)1-1 | Valur                    | 0-0      | 1-1      |
| FK Spartak Moskva               | 3-1    | Dynamo Drážďany          | 3-0      | 0-1      |
| FC Universitatea Craiova        | 4-4(v) | GD Chaves                | 3-2      | 1-2      |
| TJ Vítkovice                    | 3-1    | AIK Stockholm            | 1-1      | 2-0      |
| FC Zenit Leningrad              | 2-5    | Club Brugge KV           | 2-0      | 0-5      |
| Feyenoord Rotterdam             | 10-2   | CA Spora Luxembourg      | 5-0      | 5-2      |
| FK Austria Wien                 | 1-5    | Bayer 04 Leverkusen      | 0-0      | 1-5      |
| Grasshopper Club Zürich         | 0-5    | FK Dynamo Moskva         | 0-4      | 0-1      |
| KSK Beveren                     | 2-1    | FC Bohemians Praha       | 2-0      | 0-1      |
| KS Flamurtari Vlora             | 3-2    | FK Partizan              | 2-0      | 1-2      |
| LASK Linz                       | 0-2    | Utrecht                  | 0-0      | 0-2      |
| Mjøndalen IF                    | 1-5    | Werder Bremen            | 0-5      | 1-0      |
| Panathinaikos FC                | 4-3    | AJ Auxerre               | 2-0      | 2-3      |
| Lokomotiv Sofia                 | 3-4    | FC Dinamo Tbilisi        | 3-1      | 0-3      |
| Pogoń Szczecin                  | 2-4    | Hellas Verona FC         | 1-1      | 1-3      |
| FK Crvena zvezda                | 5-2    | Trakia Plovdiv           | 3-0      | 2-2      |
| Sporting Gijón                  | 1-3    | AC Milán                 | 1-0      | 0-3      |
| FC Sportul Studențesc București | 3-1    | GKS Katowice             | 1-0      | 2-1      |
| Tatabányai Bányász              | 1-2    | Vitoria SC               | 1-1      | 0-1      |
| Toulouse FC                     | 6-1    | Panionios                | 5-1      | 1-0      |
| TPS                             | 2-1    | FC Admira/Wacker         | 0-1      | 2-0      |
| Valletta                        | 0-7    | Juventus FC              | 0-4      | 0-3      |
| Velež Mostar                    | 5-3    | FC Sion                  | 5-0      | 0-3      |

## Druhé kolo
| Domácí v 1. zápase       | Celkem    | Hosté v 1. zápase               | 1. zápas | 2. zápas    |
| ------------------------ | --------- | ------------------------------- | -------- | ----------- |
| AC Milán                 | 0-2       | Espanyol                        | 0-2      | 0-0         |
| Aberdeen FC              | 2-2(v)    | Feyenoord Rotterdam             | 2-1      | 0-1         |
| Borussia Dortmund        | 3-2       | Velež Mostar                    | 2-0      | 1-2         |
| Brondby IF               | 3-3(pen.) | FC Sportul Studențesc București | 3-0      | 0-3         |
| GD Chaves                | 2-5       | Budapešť Honvéd                 | 1-2      | 1-3         |
| Dundee United FC         | 2-3       | TJ Vítkovice                    | 1-2      | 1-1         |
| Utrecht                  | 2-3       | Hellas Verona FC                | 1-1      | 1-2         |
| FC Barcelona             | 2-0       | FK Dynamo Moskva                | 2-0      | 0-0         |
| Wismut Aue               | 1-2       | KS Flamurtari Vlora             | 1-0      | 0-2         |
| FK Spartak Moskva        | 6-7       | Werder Bremen                   | 4-1      | 2-6(prodl.) |
| FC Internazionale Milano | 2-1       | TPS                             | 0-1      | 2-0         |
| Panathinaikos FC         | (v)3-3    | Juventus FC                     | 1-0      | 2-3         |
| FK Crvena zvezda         | 3-5       | Club Brugge KV                  | 3-1      | 0-4         |
| Toulouse FC              | 1-2       | Bayer 04 Leverkusen             | 1-1      | 0-1         |
| Victoria București       | 1-2       | FC Dinamo Tbilisi               | 1-2      | 0-0         |
| Vitoria SC               | (pen.)1-1 | KSK Beveren                     | 1-0      | 0-1         |

## Třetí kolo
| Domácí v 1. zápase       | Celkem    | Hosté v 1. zápase               | 1. zápas | 2. zápas    |
| ------------------------ | --------- | ------------------------------- | -------- | ----------- |
| Borussia Dortmund        | 3-5       | Club Brugge KV                  | 3-0      | 0-5(prodl.) |
| Budapešť Honved          | 6-7       | Panathinaikos FC                | 5-2      | 1-5         |
| FC Barcelona             | 4-2       | KS Flamurtari Vlora             | 4-1      | 0-1         |
| Feyenoord Rotterdam      | 2-3       | Bayer 04 Leverkusen             | 2-2      | 0-1         |
| Hellas Verona FC         | 4-1       | FC Sportul Studențesc București | 3-1      | 1-0         |
| FC Internazionale Milano | 1-2       | Espanyol                        | 1-1      | 0-1         |
| Vitoria SC               | 2-2(pen.) | TJ Vítkovice                    | 2-0      | 0-2         |
| Werder Bremen            | 3-2       | FC Dinamo Tbilisi               | 2-1      | 1-1         |

## Čtvrtfinále
| Domácí v 1. zápase  | Celkem | Hosté v 1. zápase | 1. zápas | 2. zápas |
| ------------------- | ------ | ----------------- | -------- | -------- |
| Bayer 04 Leverkusen | 1-0    | FC Barcelona      | 0-0      | 1-0      |
| Hellas Verona FC    | 1-2    | Werder Bremen     | 0-1      | 1-1      |
| Panathinaikos FC    | 2-3    | Club Brugge KV    | 2-2      | 0-1      |
| Espanyol            | 2-0    | TJ Vítkovice      | 2-0      | 0-0      |

## Semifinále
| Domácí v 1. zápase  | Celkem | Hosté v 1. zápase | 1. zápas | 2. zápas    |
| ------------------- | ------ | ----------------- | -------- | ----------- |
| Bayer 04 Leverkusen | 1-0    | Werder Bremen     | 1-0      | 0-0         |
| Club Brugge KV      | 2-3    | Espanyol          | 2-0      | 0-3(prodl.) |

## Finále
| Domácí v 1. zápase | Celkem        | Hosté v 1. zápase   | 1. zápas | 2. zápas |
| ------------------ | ------------- | ------------------- | -------- | -------- |
| Espanyol           | 3-3 (2-3pen.) | Bayer 04 Leverkusen | 3-0      | 0-3      |

## Vítěz
| Pohár UEFA 1987/88 Bayer 04 Leverkusen Rüdiger Vollborn, Wolfgang Rolff, Erich Seckler, Alois Reinhardt, Knut Reinhardt, Christian Schreier, Andrzej Buncol, Ralf Falkenmayer, Čcha Bom-kun, Falko Götz, Tita, Herbert Waas, Klaus Täuber, Bernd Dreher, Jean-Pierre de Keyser, Florian Hinterberger, Knut Reinhardt Trenér: Erich Ribbeck |